# Molo v Jastarni
Molo v Jastarni, nazyvané také Pier Jastarnia, je molo ve městě Jastarnia a gmině Jastarnia na Helské kose Pucké zátoky Baltského moře v okrese Puck v Pomořském vojvodství v Polsku.

## Další informace
Molo v Jastarni má délku 120 m a bylo postaveno v roce 2005. Je prodloužením ulice Stelmaszczyka a nachází se u místní pláže. Konstrukce mola je z železobetonu a oceli a podlaha je dřevěná. Molo nabízí relaxování, výhled na Puckou zátoku, restaurace, sportovní a rybářské využití.

## Galerie

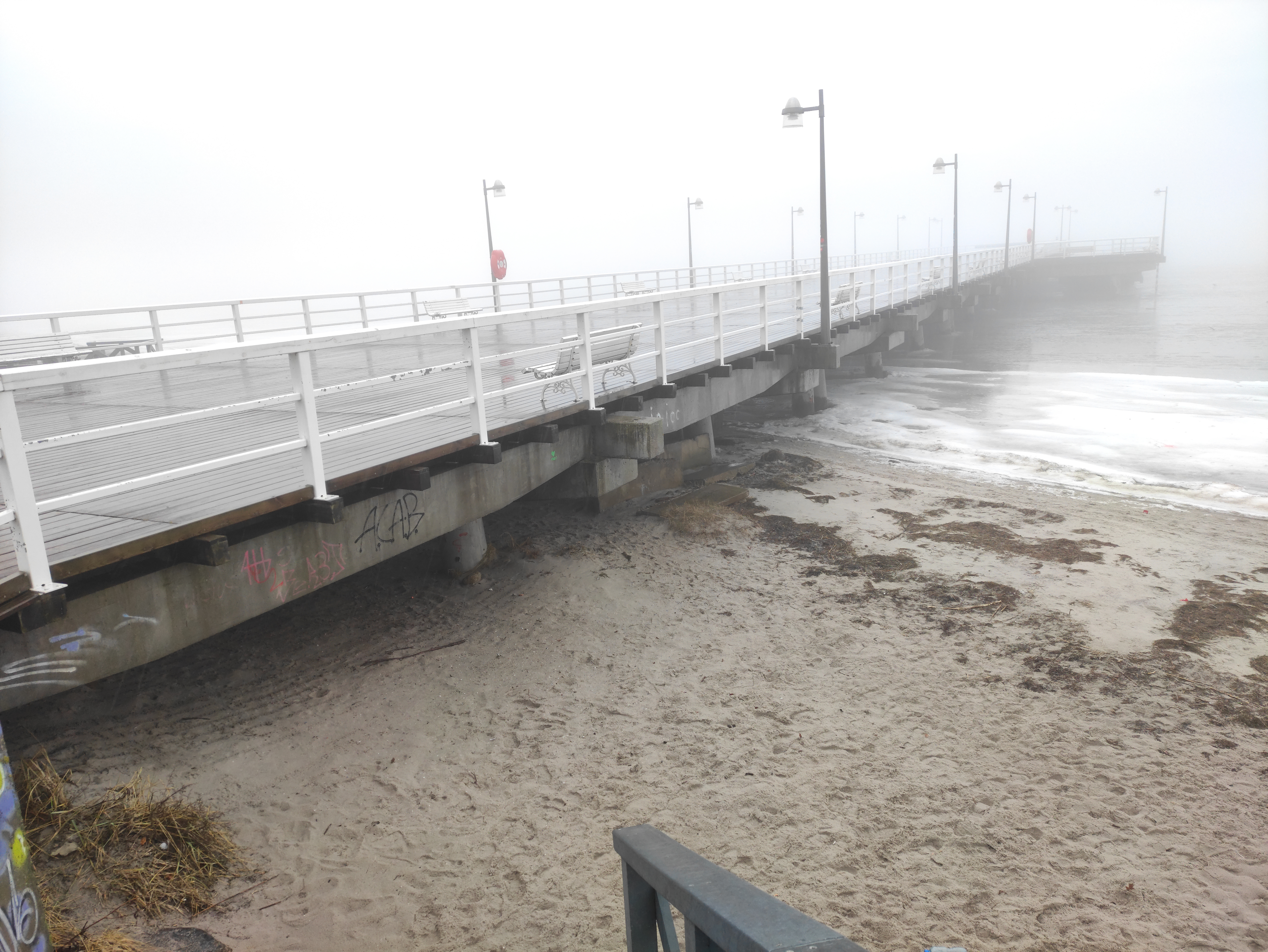
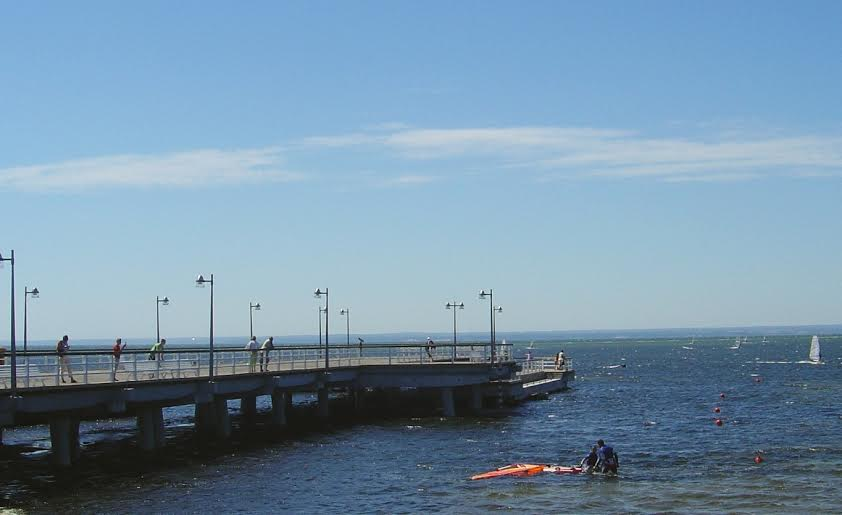
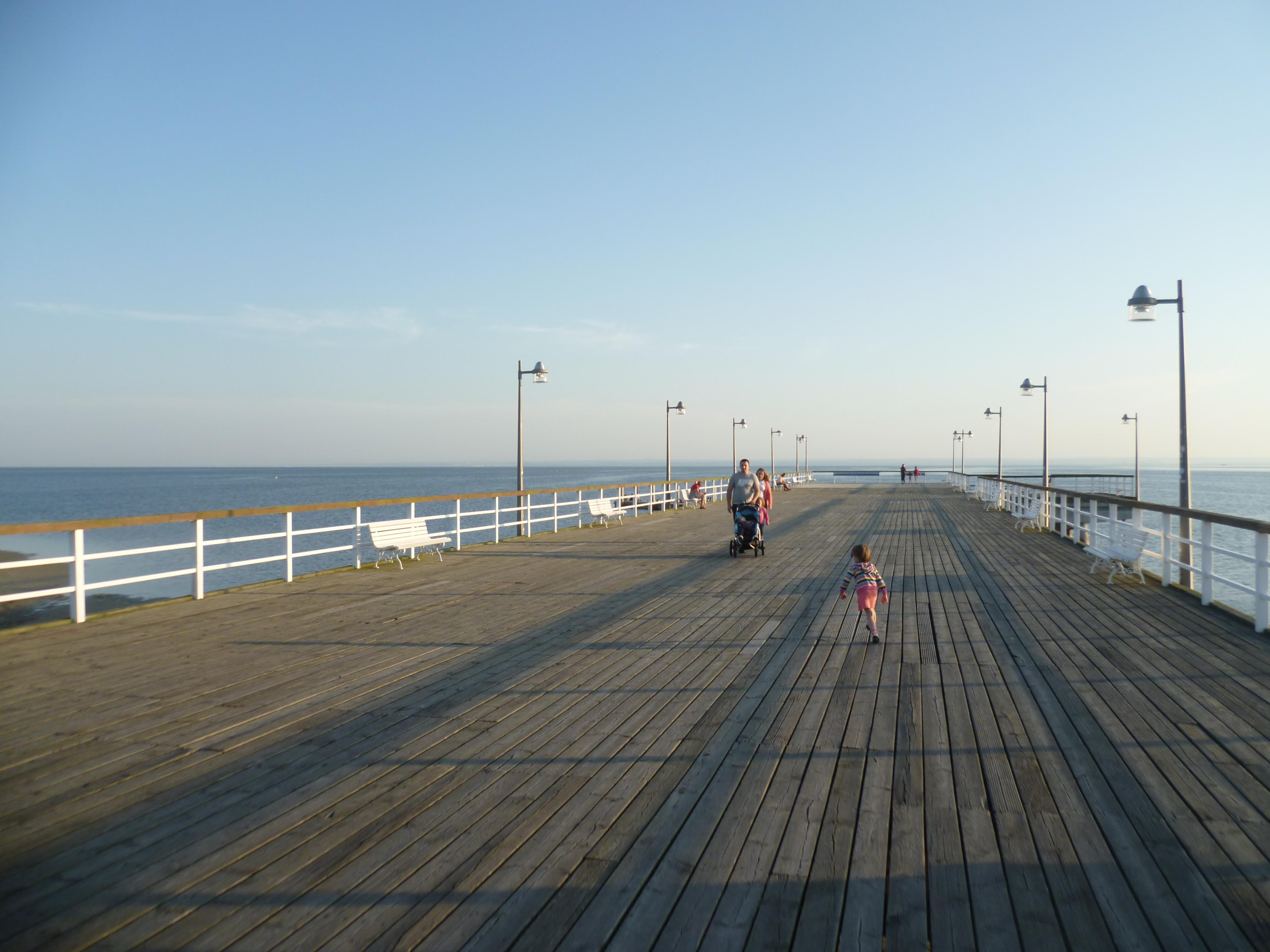
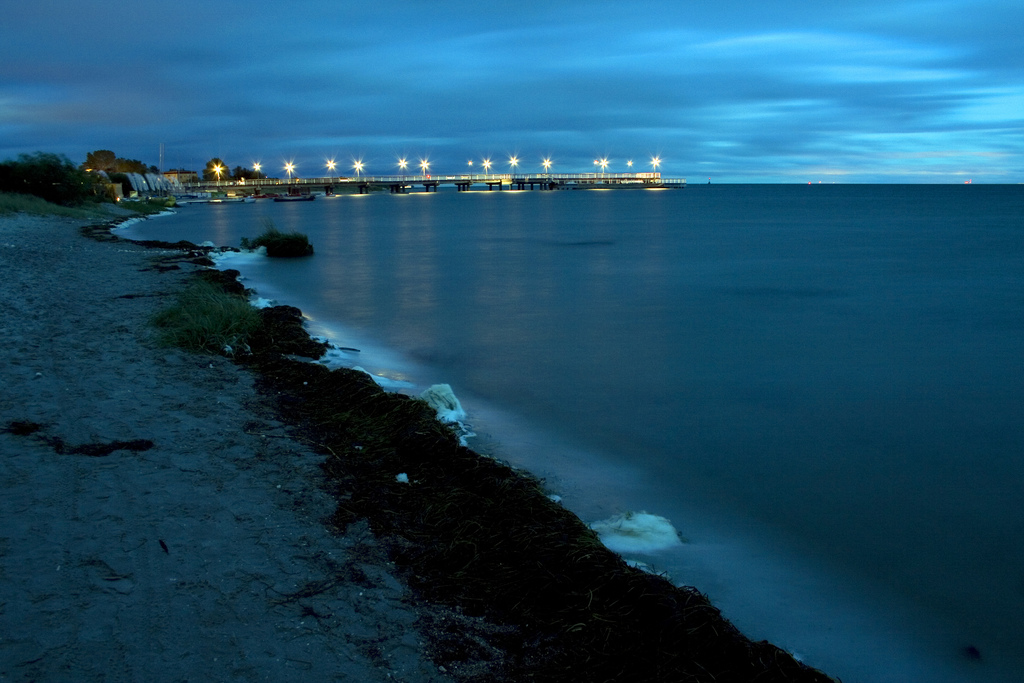
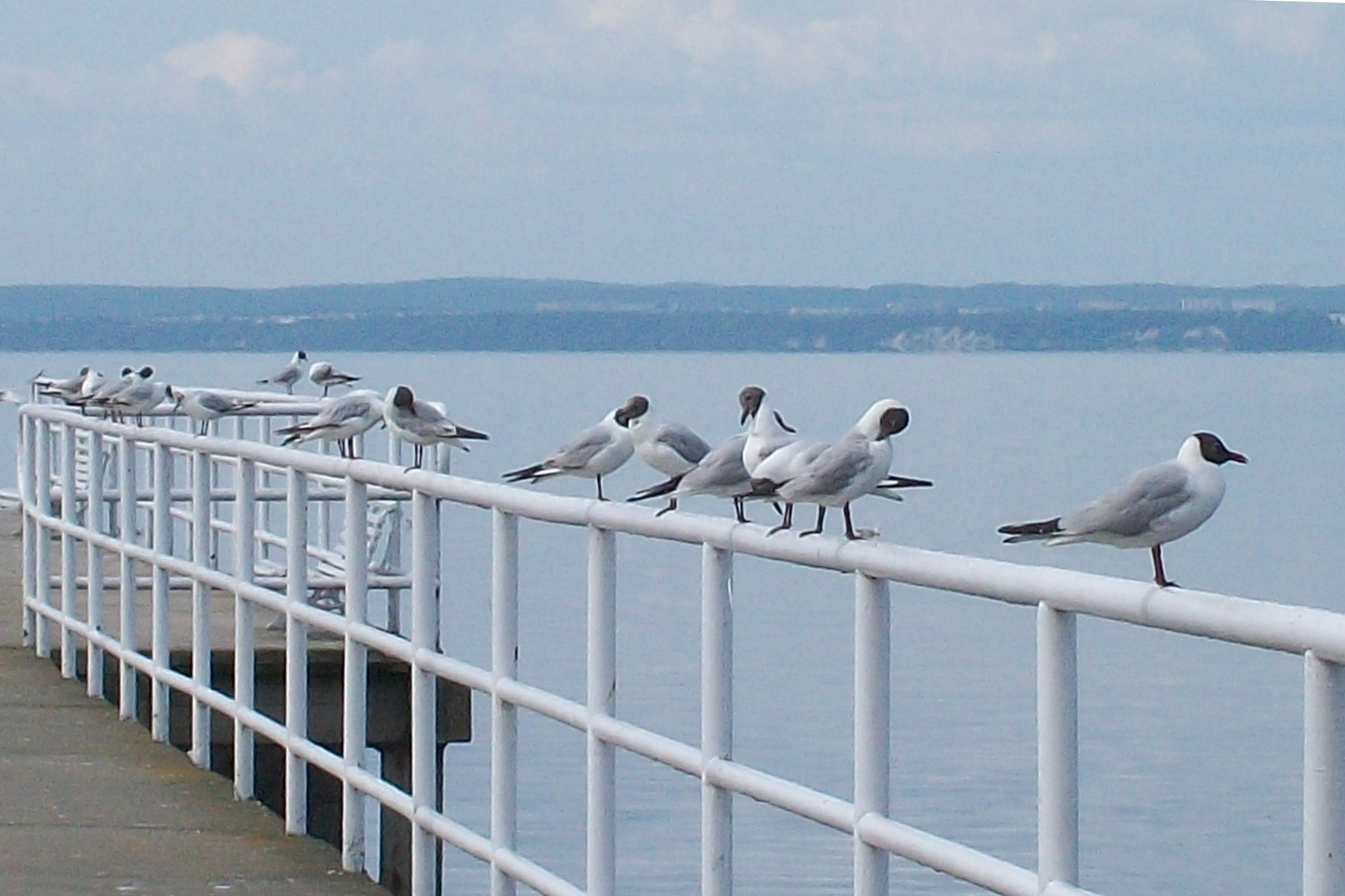